# Pherbellia borea
Pherbellia borea är en tvåvingeart som beskrevs av Orth 1982. Pherbellia borea ingår i släktet Pherbellia och familjen kärrflugor. Inga underarter finns listade i Catalogue of Life.